# Pierre Michel (cyclisme)
Pour les articles homonymes, voir Pierre Michel et Michel.
Pierre Michel, né le 16 novembre 1929 à Mestry et mort le 10 novembre 2023 à Caen,, est un coureur cycliste français, professionnel de 1952 à 1957. 
Il ne doit pas être confondu avec un de ses homonymes Pierre Michel, né en 1931 et lui aussi coureur cycliste en catégorie indépendant de 1955 à 1960.

## Palmarès

### Palmarès amateur
- 1948
  - Maillot des Jeunes
- 1949
  - Champion de Normandie sur route
- 1950
  - Paris-Ézy
- 1951
  -  Champion de France des sociétés
  - Circuit de l'Est
- 1952
  - Grand Prix de l'Équipe et du CV 19e
  - Paris-Fontenailles
  - 6e du championnat du monde sur route amateurs

### Palmarès professionnel
| - 1953 - Grand Prix de l'Écho d'Alger - 1954 - 1re étape du Tour d'Europe - 2e du Circuit de l'Indre - 3e de Paris-Tours | - 1955 - 3e du Tour de la Manche - 1956 - Tour du Loiret |